# Balsas (rzeka w Brazylii)
Balsas (port. Rio das Balsas) – rzeka w Brazylii. Ma 320 km długości. Jej źródło znajduje się w paśmie górskim Chapada das Mangabeiras na wysokości 760 m n.p.m. Płynie w kierunku północno-wschodnim przez miasta Balsas i Loreto, uchodzi do rzeki Parnaíba w miejscowości Benedito Leite. Głównym dopływem jest rzeka Balsinhas. Koryto rzeki jest strome i występują na nim wodospady. Żegluga rzeką jest możliwa w porze deszczowej statkami o niewielkim zanurzeniu, wypływającymi z miasta Balsas, na odcinku 225 km.